# La missione dei quattro cavalieri
La missione dei quattro cavalieri è un romanzo scritto da Raymond Khoury, basato sulla storia dell'ordine dei Templari e sulla frase "Veritas Vos Liberat". 
Il romanzo, seguendo sette segrete e luoghi, all'apparenza, "innocui", risulta simile al noto Il codice da Vinci di Dan Brown.
Il libro è stato presente nella classifica dei best seller stilata dal New York Times per ventidue mesi.
Ne è stata tratta una miniserie televisiva di produzione canadese intitolata proprio La missione dei quattro cavalieri.

## Trama
Il libro si apre nel 1291, al momento della caduta di Acri in Terra santa, quando ai cavalieri templari viene affidata la missione di portare oltremare un prezioso tesoro, che se svelato può mutare le sorti dell'umanità. L'azione si sposta quindi nella New York contemporanea: durante l'inaugurazione di una mostra sui tesori vaticani presso il Met, quattro personaggi vestiti da templari irrompono a cavallo nel museo e portano via un codificatore polifunzionale a rotori. Ci si chiede perché i ladri abbiano sottratto un oggetto di scarso valore, mentre la mostra ne conteneva altri ben più preziosi, e che cosa voglia dire la frase "veritas vos liberat" pronunciata dal cavaliere al momento della sottrazione. L'archeologa Tess Chayklin e l'agente dell'FBI Reilly (i protagonisti del romanzo) seguono la pista dei Templari, che li può portare ad una grande verità, con avventure e pericoli che si spingono oltre oceano, in Europa.

## Edizioni
- Raymond Khoury, La missione dei quattro cavalieri, Sperling & Kupfer, 2007.